# Aerozole atmosferyczne

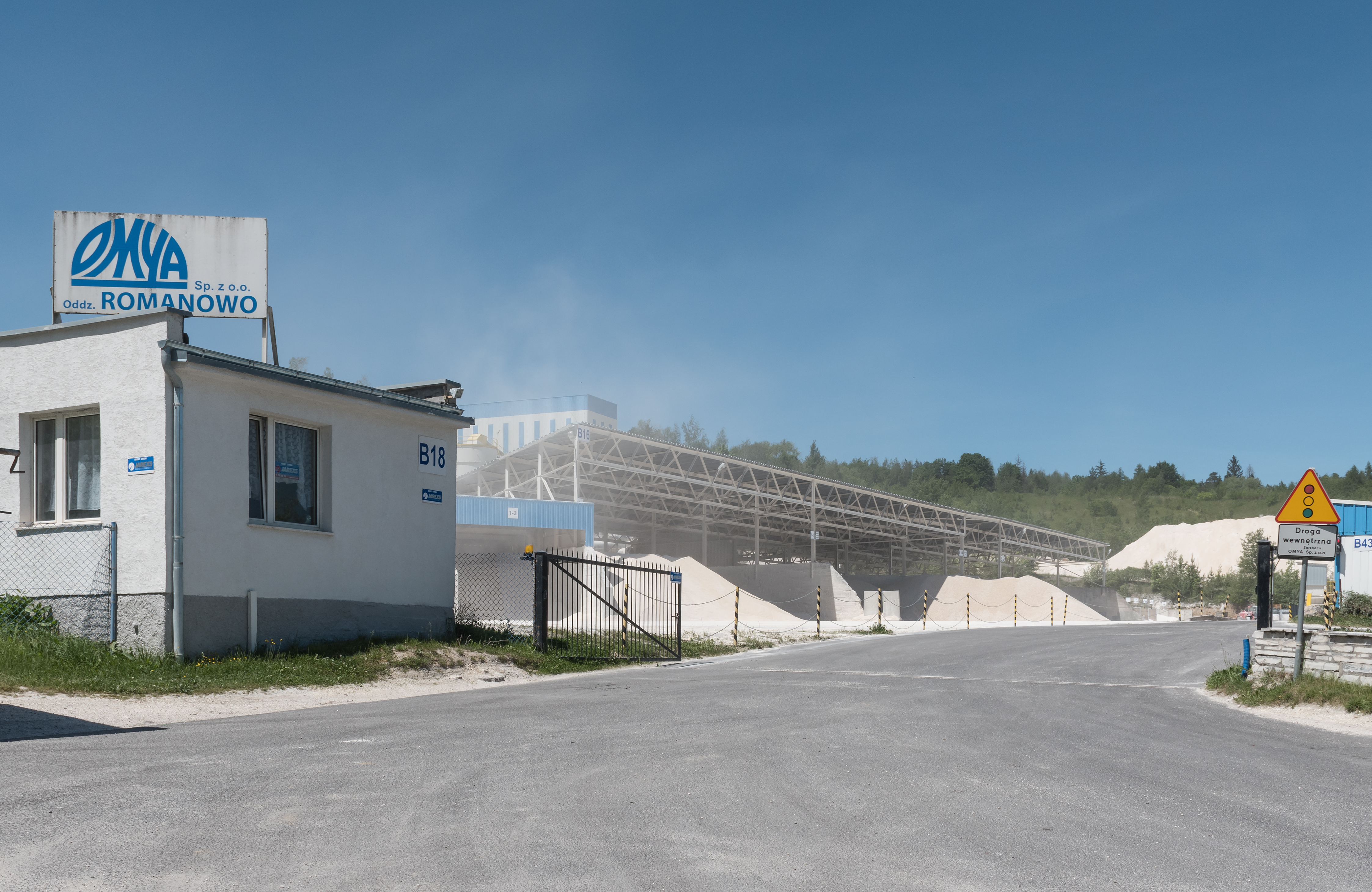
Pył powstały w procesie rozdrabniania minerałów w Kamieniołomie Romanowo

Aerozole atmosferyczne (pyły zawieszone, drobiny) – ciekłe krople lub stałe cząstki pochodzenia naturalnego, jak w przypadku aerozolu soli morskiej lub pyłów mineralnych, albo cząstki produkowane przez człowieka (zanieczyszczenia), jak to jest w przypadku aerozolu kropli lub cząstek stałych siarczanów. Często prekursorami aerozoli atmosferycznych są tlenki siarki i azotu, które są przekształcane w procesach chemicznych i fotochemicznych w aerozole atmosferyczne.

## Rodzaje aerozoli atmosferycznych

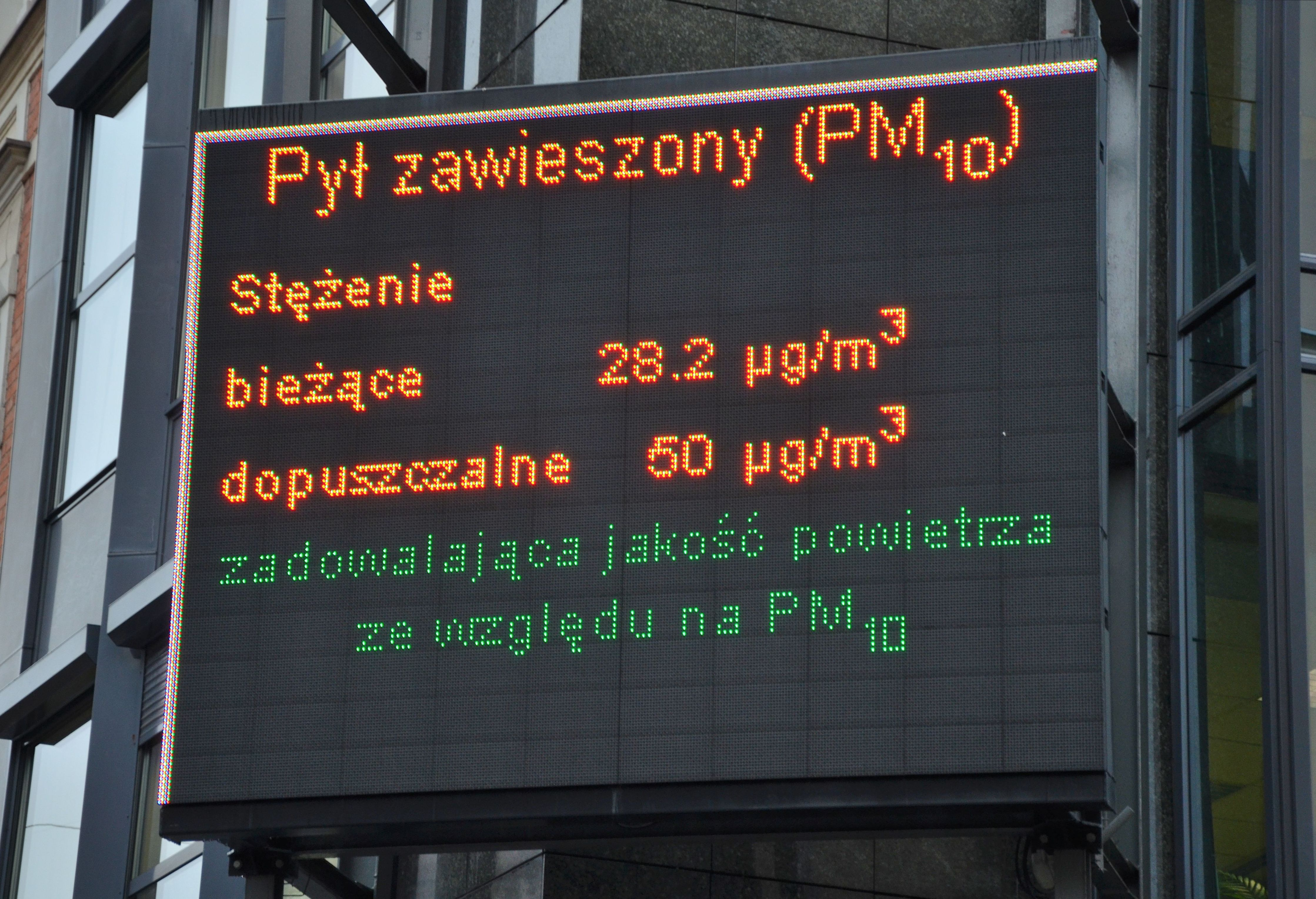
Komunikat na temat pyłu zawieszonego (PM10) w Katowicach

Aerozole atmosferyczne można sklasyfikować ze względu na pochodzenie, fazę (ciekła i stała), własności fizyczne i chemiczne na cztery duże grupy:
- aerozol soli morskiej,
- pyły pochodzenia mineralnego (w Europie np. chmury piasku znad Sahary)[2],
- organiczne i nieorganiczne związki węglowo-grafitowe, popioły i cząstki sadzy,
- siarczany.

Najczęściej spotykaną klasyfikacją ze względu na wielkość cząstek jest:
- PM2,5 (particulate matter 2.5) – wszystkie aerozole atmosferyczne o wielkości cząstek 2,5 mikrometra lub mniejszej[3], w skład których wchodzą zwykle stosunkowo reaktywne związki organiczne i nieorganiczne (np. azotan amonu)[2];
- PM10 (particulate matter 10) – wszystkie cząstki o wielkości 10 mikrometrów lub mniejszej[4], w skład których wchodzą zwykle stosunkowo obojętne chemicznie związki takie jak krzemionka i tlenki metali[2];
- TSP (total suspended particulates) – całkowity pył zawieszony, czyli wszystkie aerozole, o średnicy cząstek zarówno poniżej, jak i powyżej 10 mikrometrów.

Ze względu na wielkość aerozole atmosferyczne można podzielić na:
- aerozole drobne (fine mode aerosols),
- klasę akumulacji (accumulation mode),
- aerozole gruboziarniste (coarse mode particulates),

lub na aerozole:
- submikronowe – mniejsze niż mikrometr,
- supermikronowe – większe niż mikrometr.

Zwyczajowo do aerozoli atmosferycznych nie zalicza się hydrometeorów.

## Własności fizyczne

### Kształt
Kształt aerozoli atmosferycznych zależy od ich rodzaju, a także od wilgotności względnej w powietrzu. Związki siarczanów są ciekłymi kulkami, kiedy w powietrzu wilgotność względna jest powyżej około 40%, a w suchym powietrzu o małej wilgotności względnej mogą być stałymi cząstkami niesferycznymi. Pyły mineralne (potocznie nazywane piaskiem) są prawie zawsze niesferyczne, nawet przy dużej wilgotności względnej. Aerozol soli morskiej przy małej wilgotności z wyglądu przypomina sześcian, którego rogi są zaokrąglone. Pyły sadzy dość często to ciąg połączonych w łańcuch nanometrowych kuleczek, a popioły mają nieregularne kształty. Jednym z kłopotów związanych z występowaniem niesferycznych cząstek jest definicja ich wielkości. Wprowadza się pojęcie promienia równoważnego promieniowi sfery dla tej samej masy lub tej samej objętości aerozolu niesferycznego. Czasami wprowadza się też pojęcie promienia aerodynamicznego związanego ze sposobem (optycznym) pomiaru cząstki niesferycznej.

### Wielkość
Fizyka aerozoli to przykład, że wielkość jest pojęciem względnym. Otóż olbrzymie lub super olbrzymie drobiny aerozolu to cząstki powyżej 10 mikrometrów. Duże aerozole mają wielkość od 1 do 10 mikrometrów. Definiuje się, że drobne cząstki aerozolu są mniejsze niż 1 mikrometr.

### Koncentracja, masa i prędkość opadania
Wprawdzie koncentracja aerozoli atmosferycznych jest dominowana przez aerozole drobne, ale masa aerozolu atmosferycznego jest zazwyczaj dominowana przez stosunkowo małą liczbę aerozoli gruboziarnistych. Dzieje się tak, dlatego że objętość i masa cząstki sferycznej rośnie z trzecią potęgą jej promienia. Innym ważnym faktem powodującym, że jest mało dużych pyłów zawieszonych w atmosferze jest ich prędkość opadania. Aerozole powyżej 10 mikrometrów mają stosunkowo dużą prędkość opadania (depozycji) w atmosferze. Dlatego aerozole atmosferyczne większe niż 10 mikrometrów są rzadkie daleko od źródła emisji, np. daleko od obszarów pustynnych w przypadku pyłów mineralnych.
Ze względu na szybkie opadanie (depozycja) super wielkich cząstek aerozolu atmosferycznego o promieniu od 10 do 100 mikrometrów, większość drobin ma promień poniżej 10 mikrometrów. Aerozole te nazywa się PM10 (od ang. particulate matter).

## Emisja aerozoli atmosferycznych
- Emisja aerozolu soli morskiej jest związana z prędkością wiatru a dokładniej z załamującymi się falami. Fale oceaniczne powodują wciąganie powietrza do wody, które następnie zostaje rozdrobnione na milimetrowej wielkości pęcherzyki powietrza. Te pęcherzyki powietrza wyskakują z dużą prędkością z wody i unoszą za sobą cząstki słonej wody, które następnie tworzą aerozol soli morskiej.

- Emisja pyłów zawieszonych pochodzenia mineralnego jest bezpośrednio parametryzowana prędkością wiatru oraz wilgotnością i rodzajem podłoża. Emisja pyłów mineralnych jest związana z wielkimi pustyniami takimi jak Sahel, Sahara, Gobi, czy Taklamakan, ale też z regionalnymi źródłami pyłów mineralnych.

- W procesach niekompletnego spalania tworzone są organiczne i nieorganiczne związki węglowo-grafitowe, popioły i cząstki sadzy.

- Prekursorami aerozolu siarczanów są gazy (dwutlenek siarki) powstające głównie przez działalność człowieka. Fizyko-chemia tych procesów jest skomplikowana i musi uwzględniać efekty fotochemiczne.

Ograniczenie produkcji aerozoli spowodowanych działalnością człowieka (aerozole antropogeniczne) i ich gazowych prekursorów jest obecnie przedmiotem światowych dyskusji międzyrządowych. Innymi źródłami aerozoli atmosferycznych są wulkany, pożary lasów i torfowisk, burze piaskowe, produkcja z rozkładu materii w oceanie (DMS) i inne naturalne i antropogeniczne zjawiska.

## Aerozole atmosferyczne imikrofizyka chmur
Cząstki aerozolu atmosferycznego są prekursorem większości kropel i kryształków lodu tworzących chmury. Spontaniczne łączenie się molekuł wody jest mało prawdopodobne i wymaga występowania ciśnienia parcjalnego pary wodnej wielokrotnie przekraczającego ciśnienie pary nasyconej – takie warunki praktycznie nie występują w atmosferze. Cząstki aerozolu umożliwiają powstawanie chmur, zapewniając materialną powierzchnię, na której może zachodzić kondensacja oraz wpływając na skład chemiczny kropelek. Cząstki aerozolu biorące udział w tym procesie nazywamy jądrami kondensacji. Dobrymi jądrami kondensacji są w szczególności cząstki aerozolu siarczanowego i soli morskiej.
Cząstki aerozolu atmosferycznego mogą stanowić także jądra krystalizacji, czyli ułatwiać powstawanie w atmosferze kryształków lodu lub zamarzanie przechłodzonych kropelek chmurowych. Typowymi jądrami krystalizacji są cząstki stałe o strukturze krystalicznej, np. pył mineralny, ale w procesie powstawania kryształków mogą brać udział także inne cząstki, np. pochodzenia organicznego.
To czy dana kategoria aerozolu atmosferycznego (siarczany, sól morska, sadza, pyły mineralne) może służyć jako jądro kondensacji lub krystalizacji zależy też od uprzedniego oddziaływania aerozoli między sobą. Uważa się, że wiele pyłów zawieszonych jest w istocie pokrytych warstwą ciekłych związków siarki lub, dzięki zderzeniom, jest mieszaniną dwóch lub kilku klas aerozoli. Dla przykładu, pyły mineralne mogą oddziaływać w atmosferze z siarczanami natomiast aerozol soli morskiej lub łańcuchy sadzy mogą się łączyć z pyłami mineralnymi. Te transformacje zachodzą w swobodnej atmosferze, ale często odbywają się podczas cyklicznych oddziaływań aerozoli z chmurami, które parując i kondensując modyfikują cząstki aerozolu.
Ze względu na opisany udział aerozolu atmosferycznego w powstawaniu cząstek chmurowych, jego koncentracja i skład chemiczny wpływają na koncentrację i rozkład wielkości kropelek i kryształków w chmurach a przez to na albedo i czas życia chmury (prawdopodobieństwo powstania opadu) – patrz też efekt aerozolowy pośredni.

## Aerozole atmosferyczne izmiany klimatu
Wielkość aerozoli atmosferycznych jest często porównywalna z długością fali światła widzialnego. Z tego względu aerozole atmosferyczne silnie oddziałują z promieniowaniem widzialnym i słonecznym zmieniając albedo ziemi i oziębiając powierzchnię Ziemi. Istnieje też hipoteza, że duże aerozole soli morskiej i pyłów mineralnych wpływają na modulację efektu cieplarnianego, czyli oddziałują z promieniowaniem podczerwonym. Wpływ radiacyjny jest zależny od wielkości cząstek aerozoli atmosferycznych – patrz hipoteza Twomey. Efekt aerozoli może być bezpośredni lub pośredni poprzez ich wpływ na mikrofizykę chmur.

## Pomiary aerozoli atmosferycznych
Pomiary koncentracji i masy aerozoli atmosferycznych dokonywane są aparaturą i technikami opartymi na różnych zasadach fizycznych. Mogą polegać na analizie próbek powietrza (pomiary in situ) oraz na pomiarach zdalnych (teledetekcyjnych).

### Pomiaryin situ
Najprostszym pomiarem jest ważenie filtru z osadzonym aerozolem atmosferycznym. Pomiary takie dokonuje się raz na 8 lub 24 godziny, lub w innych okresach. Istnieją też techniki ciągłego pomiaru masy. Przed pomiarem cząstki mogą być rozdzielane (frakcjonowane) na mniejsze niż 10 mikrometrów (PM10) lub mniejsze niż 2,5 mikrometra (PM2.5). Dodatkowo można w sposób ciągły zliczać koncentrację aerozoli za pomocą metod rozpraszania światła. Metodami absorpcji światła wyznacza się masę aerozolu sadzy. Inne techniki to użycie zdjęć mikroskopowych do oceny kształtu cząstek lub wyznaczenie ich własności chemicznych metodami spektroskopii masowej.

### Pomiary zdalne
Najprostszą metodą zdalnych pomiarów aerozolu jest badanie osłabiania promieniowania słonecznego (w wyniku jego absorpcji i rozpraszania) przez aerozol w kolumnie powietrza pomiędzy Słońcem a urządzeniem pomiarowym. Pozwala to określić grubość optyczną aerozolu, która jest tym większa, im więcej aerozolu znajduje się w atmosferze. Służący do tego instrument to fotometr słoneczny, jego użycie wymaga braku chmur przesłaniających tarczę słoneczną. Pomiary grubości optycznej są prowadzone między innymi w międzynarodowej sieci AERONET (Aerosol Robotic Network).
Zdalne pomiary aerozolu mogą być prowadzone także z wykorzystaniem lidarów, czyli urządzeń wysyłających w atmosferę wiązki promieniowania laserowego o różnych długościach i rejestrujące promieniowanie powracające, rozproszone przez cząstki aerozolu. Zastosowanie lidaru pozwala na ustalenie współczynników rozpraszania wstecznego i ekstynkcji związanych z obecnością aerozolu w różnej odległości od urządzenia. Dzięki użyciu fal o różnych długościach można określić także przybliżony rozkład wielkości aerozolu, zidentyfikować tzw. aerozole absorbujące (sadza itp.) czy pył mineralny. Rejestracji promieniowania o różnej polaryzacji pozwala na oszacowanie kształtu cząstek aerozolu. Jednorodne aerozole kuliste np. krople nie depolaryzują światła wiązki sondującej. Depolaryzacja sygnału sondującego niesie informację o niesferycznym kształcie cząstek aerozolu. Przybliżeniem niesferycznych cząstek może być elipsoida spłaszczona lub wydłużona. Pomiary lidarowe są możliwe z powierzchni Ziemi ale też z pokładu samolotu lub satelity. Pomiary lidarowe w Europie są realizowane między innymi w ramach sieci EARLINET (European Aerosol Research Lidar Network).
Do pomiarów aerozolu atmosferycznego mogą być wykorzystane także satelity rejestrujące promieniowanie słoneczne rozpraszane przez aerozol atmosferyczny oraz powierzchnię Ziemi.
W Polsce wszechstronnymi pomiarami aerozolu atmosferycznego metodami teledetekcyjnymi zajmuje się sieć badawcza Poland-AOD.

## Notatka o nazewnictwie
Nazewnictwo jest skomplikowane ze względu na to, że dużo terminów jest tłumaczonych bezpośrednio z angielskiego a terminologia angielska jest stosunkowo mało precyzyjna. Dla przykładu atmospheric aerosol, particulate matter, particulates są używane w angielskim wymiennie. Ostatnio w Polsce, zwłaszcza w dokumentach legislacyjnych, używa się terminu pyły zawieszone na określenie wszystkich typów aerozolu atmosferycznego włączając w to krople siarczanów, cząstki sadzy oraz aerozol soli morskiej. Jednak pyły atmosferyczne (ang. dust) w języku angielskim nie określają wszystkich aerozoli atmosferycznych. Pewien problem sprawia fakt, że w języku polskim aerozole są kojarzone z rozpylanymi kropelkami, a pyły są kojarzone w większości z cząstkami stałymi.